# Flaviano Labò
Flaviano Labò (1 de febrero de 1927 - 13 de febrero de 1991) fue un tenor italiano, especializado en roles heroicos.

## Biografía
Nació en Borgonovo Val Tidone, cerca de Piacenza.  Aún en su servicio militar, llamó la atención del director de ópera Antonino Votto, lo que lo llevó a tomar clases con Ettore Campogalliani en Parma, Renato Pastorino en Milán y Valentino Metti en Piacenza. Su debut escénico ocurrió en el Teatro Municipale de Piacenza, como Cavaradossi en Tosca, en 1954.
Rápidamente cantó en varios teatros de ópera de Italia y de toda Europa, y luego en América del Sur. Posteriormente, el 29 de noviembre de 1957, hizo su debut en el Metropolitan Opera de Nueva York, como Álvaro en  La forza del destino . En el máximo coliseo neoyorkino cantó en 58 ocasiones en 8 temporadas entre 1957 y 1969. Fue partenaire de las sopranos más prestigiosas de su época, como Leontyne Price en Aida, Joan Sutherland en La Traviata y Lucia, Leonie Rysanek y Renata Tebaldi en Tosca, Birgit Nilsson en Ballo y Turandot, y Gabriella Tucci en Aida, Un Ballo in Maschera, La Bohème y Il Trovatore. El Metropolitan lo escuchó en 13 roles, 3 de Puccini (Calaf, Cavaradossi, y Rodolfo), 6 de Verdi (Radames, Álvaro, Carlo, Riccardo, Manrico, y Alfredo) y Turiddu, Edgardo, Enzo y el Tenor Italiano de Der Rosenkavalier.
En 1959, cantó en el New York City Opera como Calaf en  Turandot  de Puccini (dirigida por Julius Rudel) y Rodolfo en  La bohème . También cantó en la Ópera de San Francisco, y en los teatros de ópera de Filadelfia, Houston y Nueva Orleans. Otros debuts importantes fueron los de la Royal Opera House de Londres, y el Palais Garnier en París, como Radamés en  Aida , en 1959. Cantó por primera vez en La Scala de Milán en 1960, en el rol principal de  Don Carlos , y en el Maggio Musicale Fiorentino en 1967, como Gualtiero en  Il Pirata , junto a Montserrat Caballé. Fue frecuentemente convocado a las temporadas de ópera de la Arena de Verona. También hizo apariciones especiales en la Ópera de Viena, la Ópera de Zúrich, el Teatro Nacional de San Carlos de Lisboa, y el Teatro Colón de Buenos Aires.
Otros papeles notables de su repertorio fueron Macduff en   Macbeth  de Verdi , Enzo en   La Gioconda  de Ponchielli, y Turiddu en  Cavalleria Rusticana  de Mascagni .
Labò poseía una voz robusta y con un color esmaltado típico de los tenores spinto. Fue ampliamente elogiado su fraseo carente de toda afectación. Su última actuación fue en Turín, como Ismaele en  Nabucco , en 1987. 
Murió en un accidente de tránsito causado por la niebla en Melegnano, Milán, a la edad de 64 años.

## Grabaciones
Labò hizo relativamente pocas grabaciones, pero se lo puede apreciar en su plenitud vocal en un registro completo de  Don Carlos , junto a Antonietta Stella, Ettore Bastianini, Boris Christoff, grabado por Deutsche Grammophon, en 1960. 
También grabó extractos de   Manon Lescaut , junto a Anna Moffo, de RCA, en 1963. Entre sus grabaciones "piratas" se destaca una  Aida  en la Ciudad de México,  en 1958, junto a Anita Cerquetti, Nell Rankin, Cornell MacNeil, Fernando Corena y Norman Treigle.

### Registros de estudio
- Don Carlo - con Antonietta Stella, Ettore Bastianini, Boris Christoff, Fiorenza Cossotto - dir. Gabriele Santini (Deutsche Grammophon 1961)
- Manon Lescaut extractos- con Anna Moffo, Robert Kerns - dir. Renè Leibowitz (RCA 1963)
- Lucia di Lammermoor - con Margherita Guglielmi, Piero Cappuccilli, Silvano Pagliuca - dir. Ottavio Ziino (Supraphon/Fratelli Fabbri 1968)

### Registros en vivo
- La forza del destino, Met 1958, con Zinka Milanov, Mario Sereni, Cesare Siepi, dir. Fritz Stiedry - ed. Bongiovanni/House of Opera
- Aida, Ciudad de México 1958, con Anita Cerquetti, Nell Rankin, Cornell MacNeil, Fernando Corena, dir. Antonio Narducci - ed. Lyric Distribution/Opera Depot
- Madama Butterfly, Teatro Colón de Buenos Aires 1958, con Antonietta Stella, Giuseppe Taddei, Tota de Igarzabal, dir. Franco Ghione - ed. Lyric Distribution
- La Gioconda, Teatro Colón de Buenos Aires 1960, con Lucilla Udovich, Aldo Protti, Mignon Dunn, Norman Scott, dir. Carlo Felice Cillario - ed. Opera Lovers/FIORI (MP3)
- La forza del destino, Fidenza 1961, con Marcella De Osma, Piero Cappuccilli, Ivo Vinco, Fiorenza Cossotto, dir. Ottavio Ziino - ed. Bongiovanni/Living Stage
- Tosca, Verona 1962, con Magda Olivero, Tito Gobbi, dir. Oliviero De Fabritiis - ed. House of Opera/Mitridate Ponto
- Tosca, Met 1964, con Leonie Rysanek, Gabriel Bacquier, dir. Nello Santi - ed. House of Opera
- Tosca, Río 1964, con Magda Olivero, Giangiacomo Guelfi, dir. Francesco Molinari Pradelli - ed. Opera Lovers
- Mefistofele, Rio 1964, con Cesare Siepi, Magda Olivero, Rita Orlandi Malaspina, dir. Francesco Molinari Pradelli - ed. House of Opera
- La traviata, Rio 1964, con Leyla Gencer, Piero Cappuccilli, dir. Nicola Rescigno - ed. Bongiovanni/Opera Lovers/House of Opera
- Ernani, Buenos Aires 1964, con Margherita Roberti, Cornell MacNeil, Jerome Hines, dir. Fernando Previtali - ed. Lyric Distribution
- La bohème, Filadelfia 1966 - con Mirella Freni, Franco Iglesias, Louis Sgarro, Maria Cleva, dir. Anton Guadagno - ed. Bongiovanni
- Turandot, Met 1966, con Anita Valkki, Teresa Stratas, Bonaldo Giaiotti, dir. Kurt Adler ed. House of Opera
- La Gioconda, Met 1967, con Renata Tebaldi, Sherrill Milnes, Biserka Cvejic, Bonaldo Giaiotti, dir. Fausto Cleva - ed. House of Opera
- Aida, Met 1967, con Gabriella Tucci, Elena Cernei, Sherrill Milnes, Jerome Hines, dir. Thomas Schippers - ed. House of Opera
- Il pirata, Firenze 1967 - con Montserrat Caballé, Piero Cappuccilli, dir. Franco Capuana - ed. G.O.P./Opera D'Oro
- Luisa Miller, Teatro Colón de Buenos Aires 1968, con Luisa Maragliano, Cornell MacNeil, Nicola Rossi-Lemeni, Franca Mattiucci, dir. Bruno Bartoletti - ed. Opera Lovers
- Un ballo in maschera, Roma-RAI 1969 - con Montserrat Caballé, Mario Sereni, Erzebet Komlossy, dir. Bruno Bartoletti - ed. GDS/House of Opera
- La bohème, Met 1969, con Gabriella Tucci, William Walker, Jean Fenn, Justino Díaz, dir. Kurt Adler - ed. House of Opera
- Gloria, Torino-RAI 1969, con Margherita Roberti, Lorenzo Testi, Ferruccio Mazzoli, dir. Fernando Previtali - ed.Memories/Bongiovanni
- Faust (en italiano), Génova 1970, con Renata Scotto, Ruggero Raimondi, Piero Cappuccilli, dir. Mario Gusella - ed. Bongiovanni
- Aida, Venezia 1970, con Gabriella Tucci, Fiorenza Cossotto, Aldo Protti, Ivo Vinco, dir. Fernando Previtali - ed. Mondo Musica
- Il trovatore, Palermo 1971, con Raina Kabaivanska, Piero Cappuccilli, Fiorenza Cossotto, Giovanni Foiani, dir. Antonino Votto - ed. Opera Lovers
- Turandot, Tokio 1971, con Marion Lippert, Lidia Marimpietri, Plinio Clabassi, dir. Lovro von Matačić - ed. House of Opera
- Giovanna d'Arco, Roma 1972, con Katia Ricciarelli, Mario Sereni, dir. Bruno Bartoletti - ed. Lyric Distribution
- Giovanna d'Arco, Venezia 1972, con Katia Ricciarelli, Mario Zanasi, dir. Carlo Franci - ed. Foyer/Mondo Musica
- Tosca (DVD), Tokio 1973, con Raina Kabaivanska, Giampiero Mastromei, dir. Oliviero De Fabritiis - ed. Encore
- Il trovatore, Buenos Aires 1974, con Elinor Ross, Matteo Manuguerra, Irina Arjípova, dir. Carlo Felice Cillario - ed. Premiere Opera
- Manon Lescaut, Piacenza 1974, con Virginia Zeani, Alberto Rinaldi, dir. Umberto Cattini - ed. Bongiovanni.

### Arias
- La bohème: Che gelida manina, Fedora: Amor ti vieta, La Gioconda: Cielo e mar, Tosca: Recondita armonia, E lucevan le stelle, Turandot: Non piangere Liù, Nessun dorma, La forza del destino: Oh tu che in seno (Decca 1956)
- Macbeth: Ah la paterna mano, Simón Boccanegra: Cielo pietoso rendila, Il trovatore: Ah si ben mio, Turandot: Non piangere Liù, Carmen: Il fior che avevi, Lohengrin: Da voi lontan, Loreley: Nel verde maggio, Andrea Chénier: Vicino a te s'acqueta -con Gianna Galli- (archivio RAI-Torino 1969')
- Recital "Il mito dell'opera": vol. I, II e III: Registro en vivo 1957-74 ed. Bongiovanni
- Recital "Il mito dell'opera": "Flaviano Labò-Magda Olivero en concierto" Registro en vivo Marsiglia 1973 ed. Bongiovanni